# Saint-Planchers
Saint-Planchers ist eine französische Gemeinde mit 1.451 Einwohnern (Stand: 1. Januar 2022) im Département Manche in der Region Normandie. Sie gehört zum Arrondissement Avranches und zum Kanton Bréhal. Die Einwohner werden Pancraciens genannt.

## Geografie
Saint-Planchers liegt unmittelbar östlich von Granville, einer kleinen Küstenstadt am Golf von Saint-Malo, wenige Kilometer nördlich des Mont-Saint-Michel. Die Gemeinde wird von den Nachbargemeinden Coudeville-sur-Mer im Norden, Saint-Jean-des-Champs im Osten, Saint-Aubin-des-Préaux im Süden, Saint-Pair-sur-Mer im Südwesten, Granville im Westen sowie Yquelon im Nordwesten umgeben.

## Bevölkerungsentwicklung
| Jahr                       | 1962 | 1968 | 1975 | 1982 | 1990 | 1999 | 2006 | 2018 |
| Einwohner                  | 585  | 587  | 643  | 936  | 1057 | 1112 | 1235 | 1374 |
| Quellen: Cassini und INSEE |      |      |      |      |      |      |      |      |

## Sehenswürdigkeiten
- Kirche Saint-Pancrace aus dem 11. Jahrhundert, Umbauten aus dem 15. und 18. Jahrhundert
- Priorei von L'Oiselière, seit 1989 Monument historique

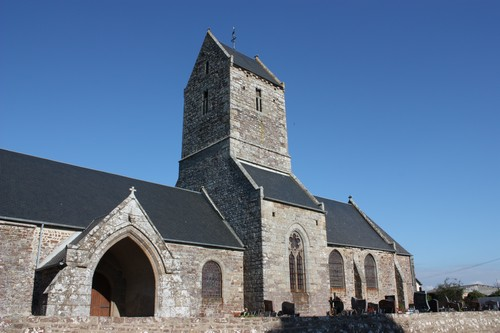
Kirche Saint-Pancrace
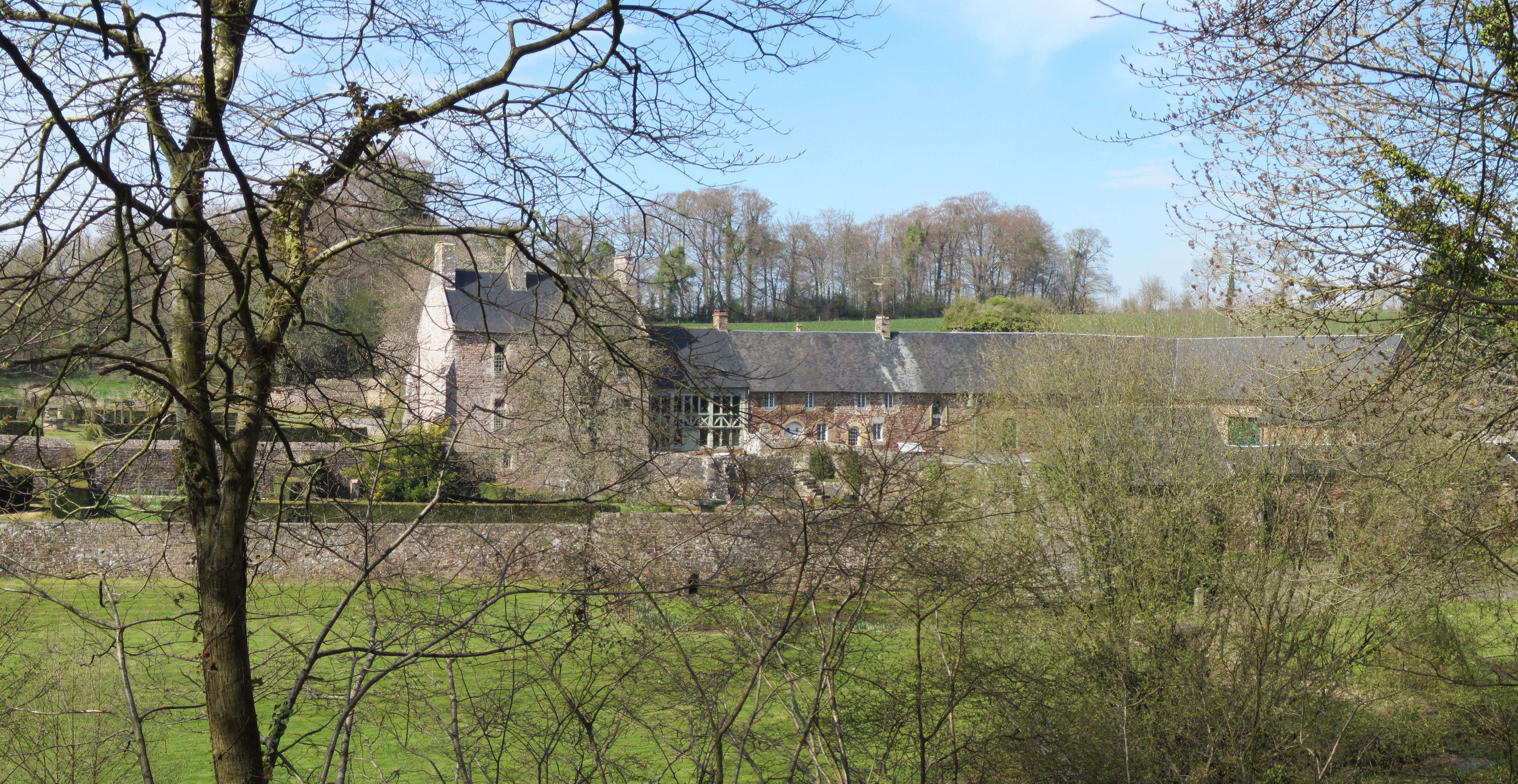
Priorei von L'Oiselière

## Gemeindepartnerschaft
Mit der französischen Gemeinde Longchaumois im Départemente Jura besteht seit 2001 eine Partnerschaft.